# Первое наступление тайпинов на Шанхай
Первое наступление тайпинов на Шанхай (кит. 進攻上海) — одно из событий тайпинского восстания, часть Восточного похода тайпинов. 

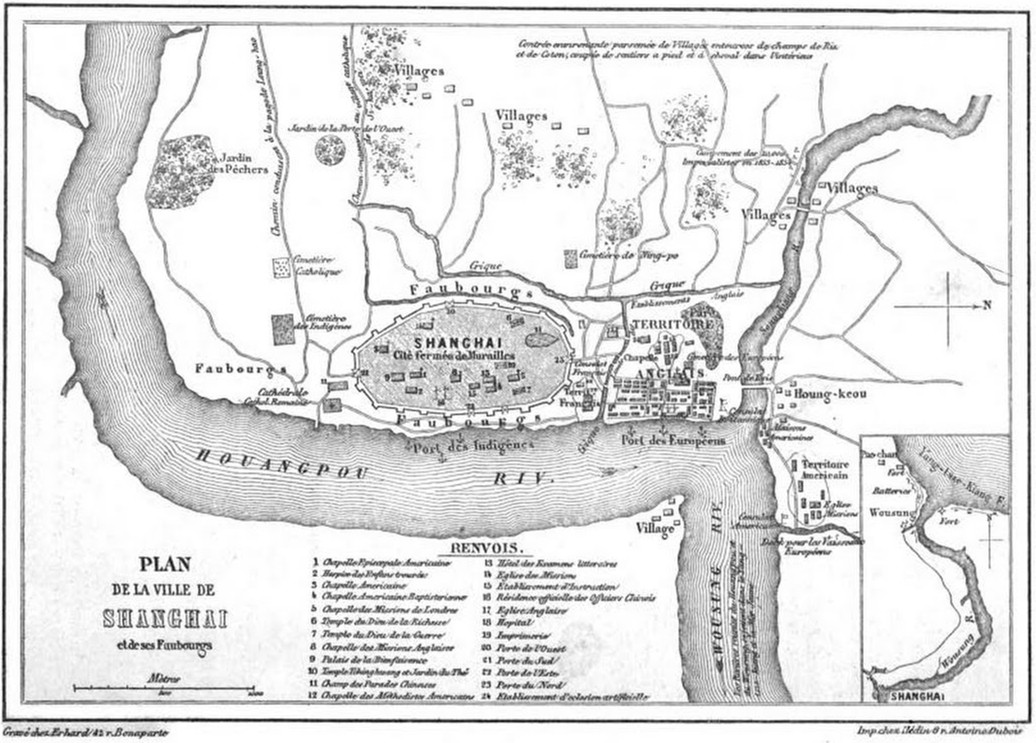
Карта Шанхая в 1860 г.

После того как тайпинская армия захватила южное Цзянсу, Ли Сючэн решил воспользоваться победой и войти в Шанхай. Наступление на Шанхай было связано не только с военными, но и с дипломатическими проблемами. Ситуация осложнялась существованием в нём после Первой Опиумной войны так называемых «концессий» или сеттлментов европейских государств и США. 
Так как Вторая Опиумная война еще не закончилась, через Шанхай проходило значительное количество британских и французских войск. Британцы и французы ещё в конце мая объявили о «защите» Шанхая во имя защиты торговли. Европейские наёмники, завербованные торговцами-компрадорами, связанными интересами с англо-французами, стали оказывать помощь современной артиллерией оборонявшимся цинским войскам. Так 16 июля 7000 цинских солдат при поддержке артиллерии наёмников захватила Сунцзян. 2 августа 10 000 цинских солдат (во главе с генералом Ли Хэнсуном) с артиллерией наёмников атаковали Цинпу и, хотя были отбиты, но 9 августа повторили свою неудачную попытку. 12 августа армия Ли Сючэна отбила Сунцзян и решила воспользоваться победой для нападения на Шанхай.

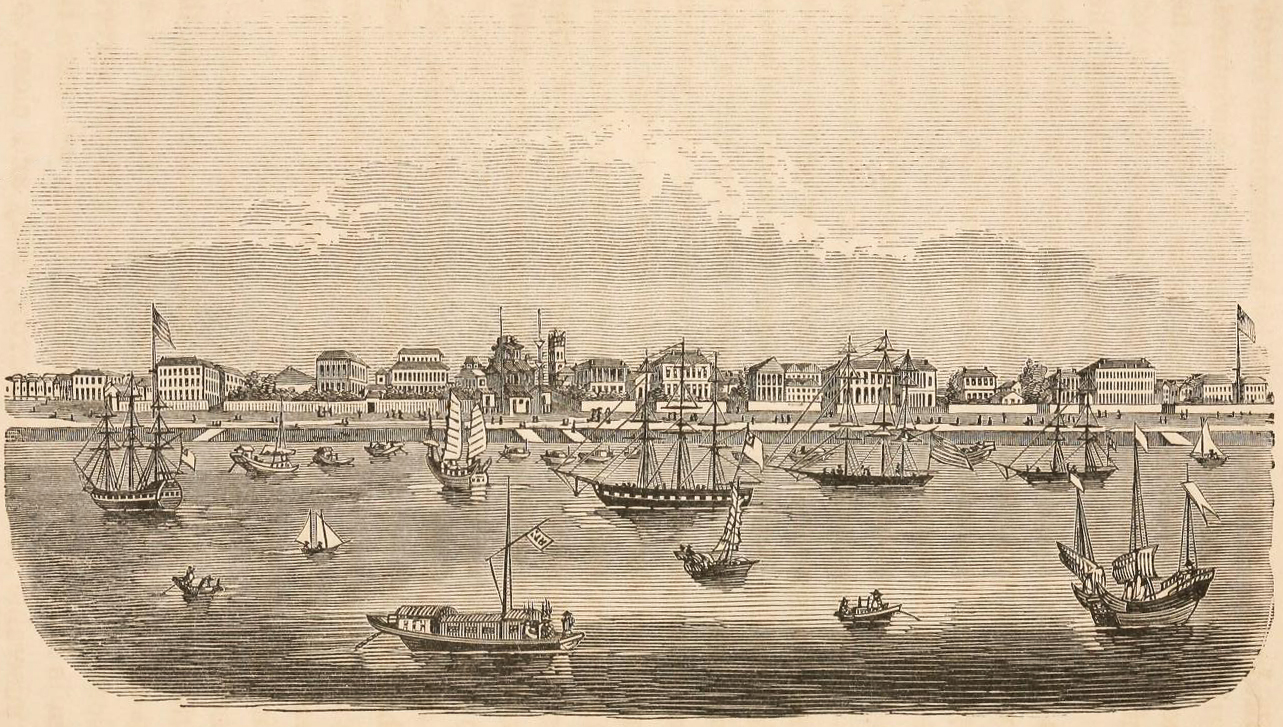
Международный сеттлмент в Шанхае. 1864 г.

В это время в Шанхае проживало более 300 000 человек, там дислоцировались более 10 000 цинских и около 2 000 британских и французских солдат. 16 августа тайпинская армия одновременно начала наступление из Цинпу и Сунцзяна, а 17 августа её авангард прибыл в районы Цибао и Хунцяо к юго-западу от Шанхая. 18 числа Ли Сючэн еще раз написал консулам разных стран в Шанхае, заявив, что после прибытия тайпинов в Шанхай они не будут беспокоить иностранцев, и попросил вывесить желтые флаги для облегчения идентификации. Позже Ли Сючэн лично прибыл в Сюйцзяхой всего с трёхтысячным отрядом, готовясь «захватить» Шанхай.
Тайпины немедленно заняли близлежащий Луцзявань. Цай Юаньлун и Гао Юнкуань разгромили цинские отряды и заняли мост Цзюли недалеко от Шанхая. Затем тайпины направились прямо к западным и южным воротам Шанхая. Когда они собирался войти в город, то внезапно были обстреляны британскими и французскими войсками. Тайпины не оказывали сопротивления и махали руками, прося не стрелять, но англо-французы проигнорировали их просьбу и продолжили стрельбу. Наступление было остановлено, и тайпины были вынуждены отступить. 
19 августа тайпинская армия снова подошла к Шанхаю и снова была обстреляна британцами, но так и не оказала сопротивления. 20 августа тайпинские войска силами в 30 000 всё же вошли в пригород Шанхая и двинулись из западных ворот в британский сеттлмент, но были контратакованы британцами возле ипподрома. В то же время два британских корабля, стоявшие на якоре на реке, начали артиллерийский обстрел. Тайпины отступили в Сюйцзяхой. 
Встретив серьёзное сопротивление цинских и англо-французских войск и не получив поддержки со стороны местного населения, 24 августа тайпины были вынуждены уйти из Шанхая. Надежда на нейтралитет великих держав в гражданской войне исчезла.